# GMMTV
GMMTV（皇家轉寫：Chi em em thiwi；前稱：Grammy Television；符号化：G"MM' TV），是泰國大型影視企業GMM Grammy旗下的電視節目製作公司及藝人經紀公司，於1995年8月創立。此公司包攬製作電視劇、綜藝娛樂節目、歌曲及MV等業務，同時亦為年輕當紅藝人的經紀公司。目前GMMTV的總經理為沙塔朋·帕尼奇拉萨蓬先生。

## 歷史
GMMTV有限公司，創立時稱Grammy Television，於1995年8月3日創立。GMMTV的母公司GMM Grammy在當時因目睹泰國的電視產業正在有序地發展及進步，因此決定將公司的營銷部門分拆成獨立的公司，以管理電視製作相關事務。當時，Duangjai Lorlertwit及Saithip Montrikul na Ayudhaya為公司的行政總裁，而GMMTV在創立初期乃是在泰國第3電視台、泰國第5電視台、第7電視台及iTV中協助製作遊戲節目及音樂節目。
2007年，Saithip Montrikul na Ayudhaya離開GMMTV，轉到GMM Grammy的另一子公司GMM Media Public工作。而原本的副總經理沙塔朋·帕尼奇拉萨蓬則升任為總經理，並在此時將公司更名為GMMTV有限公司。
2009年，GMMTV開始營運一條名為Bang Channel的有線頻道，旨在將原本在第5電視台播放的電視節目轉移至自家擁有的頻道上。同時，公司亦開始轉型製作不同類型的電視節目，不只局限於製作遊戲及音樂節目。
2015年12月，GMMTV的董事會投票通過停播上述的有線頻道，並開始專注於為One 31及GMM 25兩條由母公司GMM Grammy擁有的數碼頻道製作節目。因此，Bang Channel在2015年12月31日起停播。
2017年8月，隨著TCC Group收購GMM 25，GMM Grammy董事會決定將GMMTV的所有股權分配予GMM Channel Holding公司（同為GMM 25頻道的控股公司）。因此，在這時開始GMMTV成為GMM 25業務組的子公司，Saithip Montrikul na Ayudhaya、Panote Sirivadhanabhakdi和Thapana Sirivadhanabhakdi為此公司的間接董事。
2018年9月，沙塔朋·帕尼奇拉萨蓬宣布自己即將成為GMM 25頻道的新任行政總裁。在此人事變動下，雖然GMMTV的總經理和GMM 25頻道的行政總裁皆為同一人，但GMMTV當時尚未將製作的電視節目全數放置於GMM 25頻道播映，依然繼續為同系電視頻道One 31製作電視劇系列及其餘電視節目。然而，在2019年末的電視劇《死亡禮物》播映完畢，以及清談節目《Talk with Toey》於2020年1月轉移至GMM 25頻道播放後，GMMTV停止繼續為One 31頻道製作節目。
自2020年起，GMMTV不再為One 31頻道提供任何節目，並只在GMM 25頻道上播映自家製作的電視劇及其餘節目。

## 藝人
GMMTV同時為一藝人經紀公司，旗下有演員、主持人及歌手。
（註：括號內的為藝人的小名或中文名（如有））

### 男藝人
- 阿藍·阿薩蘇布薩坤（Ford）
- 阿晨·艾丁（鍾阿晨／Joong）
- 阿塔潘·彭薩瓦（Gun）
- 普唐·涵薩（Java）
- 查亞功·朱塔瑪斯（JJ）
- 查亞彭·朱塔瑪斯（AJ）
- 柴亞通·逮拉達納布拉迪（Tui）
- 查育特·戈苏拉（Titan）
- 德差·他辛（Sea）
- 蓋溫·卡斯奇（Gawin）
- 哈里·奇瓦嘎隆（張翊昕／Sing）
- 希蘭格里·昌康（Nani）
- 扎格拉帕·高潘彭（William）
- 吉拉·黃平（Fluke）
- 基亞契邦·斯里桑（Force）
- 吉拉瓦·蘇提瓦尼沙克（溫玉龍／Dew）
- 吉朗塔寧·歹拉塔納永（Mark）
- 吉達蓬·坡提維赫（Jimmy）
- 鐘朋·阿盧迪吉朋（Off）
- 卡納潘·佩澤坤（First）
- Kanthee Limpitikranon（Ken）
- 卡西特·普洛彭（Book）
- 凱·勒西提猜（Kay）
- 吉拉提·彭馬尼（周浩德／Title）
- 吉迪朋·瑟利維查亞薩瓦（Satang）
- 格拉帕·格潘（黃樂榮／Nanon）
- 克里塔農·安查納南（Ping）
- 利欧·索塞（英语：Leo Saussay）（Leo）
- 路克·普勞頓（Luke）
- 梅塔斯·歐帕西安卡瓊（Mick）
- 梅塔文·歐帕西安卡瓊（林漢洲／Win）
- 納查特·佳塔潘（Nicky）
- 纳帕特·帕查拉恰瓦雷（Aun）
- 納拉維特·勒拉格蘇（Pond）
- 納魯·特拉迪帕梅塔（Franc）
- 纳塔猜·布恩普拉瑟（Dunk）
- 納塔里·瓦拉功勒希（Marc）
- 納塔農·通盛（Fluke）
- Nattapat Nimjirawat（Mac）
- 纳塔瓦特·吉罗提昆（Fourth）
- 尼替·柴契塔通（Pompam）
- 諾帕努·甘塔柴（Boun）
- 诺拉维特·提迪查伦拉（戴進財／Gemini）
- 奧希里斯·蘇萬納奇普（Aungpao）
- 帕金·库纳-阿努维特（Mark）
- 帕查差·司隸亞楠讓（Junior）
- Panachkorn Rueksiriaree（Stamp）
- 帕薩威·塔馬桑吉提（Progress）
- 帕查拉·西拉帕順通（Surf）
- 帕西特·本朋沙瓦（Yacht）
- 帕瓦·吉沙晚迪（陳炳林／Ohm）
- 比姆桑·索唐庫（Luke）
- 皮拉坎·蒂蘇萬（Ashi）
- 皮拉瓦·山坡提拉（王慧偵／Krist）
- Phakawat Tangchatkeaw（Tor）
- 帕薩通·庫康（Captain）
- 普洛姆皮亚·通普塔拉克（Papang）
- Phudtripart Bhudthonamochai（Ryu）
- 普文諾·唐薩宇恩（陳普明／Phuwin）
- 皮澈彭·吉拉逮薩庫翁（Hong）
- 皮拉帕·瓦塔納汕西瑞（Earth）
- 彭蘇萬·蘇萬那沙提（Almond）
- 普萊姆·蓬皮塞（英语：Pluem Pongpisal）（Pluem）
- 彭薩帕克·安多姆珀馳（Santa）
- 布·米帕迪（Poon）
- Poon Sutarom（Pun）
- 巴拉奇亞·魯洛（Singto）
- Promsaka Na-Sakolnakorn（Teshow）
- 布迪邦·集布（Chokun）
- 拉皮蓬·蘇帕蒂尼基德查（Lego）
- 拉迪帕·盧恩沃拉攀（Aston）
- 薩哈帕·翁拉齊（汪始慧／Mix）
- 薩朋·阿薩瓦蒙空（Great）
- 薩林·朗那基特（Inn）
- Save Saisawat（Save）
- 西瓦科恩·勒爾科喬特（Guy）
- 蘇帕·桑納沃拉翁（Est）
- Supakorn Kantanit（Guitar）
- 苏帕功·斯里坡通（Pod）
- 蘇維查·皮亞諾普羅（陳文彬／Keen）
- Tanan Lohawatanakul（羅中寶／Paul）
- 塔纳朋·苏库潘塔纳汕（王俊勇／Perth）
- 塔納查·威吉翁通（英语：Tanutchai Wijitwongthong）（Mond）
- 林陽（Tay）
- 塔維南·阿努固布拉瑟（Sea）
- Thanachai Sakchaicharoenkul（Kin）
- 堤浦功·寬布恩（Prom）
- 提拉德·維奇帕尼（Tee）
- 塔納本·吉塔瀾（Aou）
- 塔納蓬·烏森薩普（吳亮明／Leng）
- 塔納·丹傑薩達（Nut）
- 塔納塔·丹賈拉勒（Indy）
- 塔纳瓦·拉达纳奇派山（Khaotung）
- 塔纳温·坡查伦拉特（Winny）
- 塔纳文·提拉珀苏卡恩（Louis）
- 廷納西特·伊薩拉蓬彭（Barcode）
- 坦歷·甘蒙泰蘭朗（Pawin）
- 坦塔尔·简坦霍拉侃（Boom）
- 提英納潘·坦維（Thor）
- 提帕功·提達坦（Ohm）
- 提迪蓬·德查阿派坤（鄭明心／New）
- 提迪瓦·立帕拉賽（Ohm）
- Tiranat Kittisattho（Juno）
- 柴·尼姆塔瓦特（Neo）
- Tupthong Suwanrakanont（Tham）
- 瓦奇拉維·讓維瓦（Chimon）
- 瓦魯特·查瓦力朱吉翁（方偉奇／Prem）
- Wattanin Songtaweesub（Khaokla）
- 韋阿·森恩（Joss）
- 維拉育特·查蘇克（Arm）
- 翁拉維·那提通（Sky）

### 女藝人
- 瓊普潘緹·逮塔納莫坤（Acare）
- 莎蘭查娜·阿芘莎麥蒙空（Aye）
- 帕特拉帕·博拉查達蘇皖（Bonnie）
- Charisa Oldham（Chari）
- Napapat Sattha-atikom（Chelsea）
- 拉荻查·帕芭基緹（張繼思／Ciize）
- 普莉雅帕·洛蘇萬西里（Earn）
- 塔索恩·克林尼亞姆（Emi）
- 拉查楠·玛哈菀（Film）
- 塔察宫·文拉亞南（Godji）
- 基蒂帕特·查拉拉格（Golf）
- 朱塔芘·英詹（Jamie）
- 普洛伊湘普·素帕莎（Jan）
- 孔恩寬·那空他（Jaoying）
- 珍妮·班涵（英语：Jennie Panhan）（Jennie）
- 芭莉雅皮·余（余晶晶／JingJing）
- 婉維茉·珍薩瓦米緹（June）
- 普萊妮拉·希蘭塔薇欣（Kapook）
- 帕兰妮·琳帕缇雅空（Love）
- Thamonchita Narmkool（Mantra）
- 納納帕·洛特納姆喬特薩昆（Mewnich）
- 潘薩·沃斯畢恩（Milk）
- 瓦塔納瓦迪·旺通（Mim）
- 提查·圖拉春（Mint）
- 妮查帕·普雷琵拉袞（Mymé）
- 提娜麗·維拉瓦諾丹（Namtan）
- 芭緹塔·彭查羅恩拉（Pahn）
- 娜查·車丹（Parn）
- 甘雅拉·露安瓏（Piploy）
- 帕查彤·塔娜瓦（Ployphach）
- 娜妮查·桑瑪尼（Pream）
- 查妮甘·唐卡伯缇（Prim）
- 莎曼達·梅蘭妮蔻茲 （Sammy）
- Sillapintr Sillapachai（Sangt）
- 辛哈·鲁昂顺通（Singha）
- 東達婉·丹緹維賈坤（Tu）
- 本雅帕·金布拉誦（View）

### 前藝人
（註：僅列出部分具一定認知度的前藝人）
- 郑聪智（Hearth）
- 皮拉維·古恩剛（Captain）
- 玛琳帕·希芮陂（日语：マリパー・シリプーン）（Wawa）
- 蘇緹帕·空娜迪（Noon）
- 泰坦·缇普拉散（Tytan）
- 普林玛纳·苏望南侬（Peck）（2007-2016）
- 吳俊（英语：Korn Khunatipapisiri）（Oaujun）（2013-2017）
- 普提查·克瑟辛（Push）（2014-2018）
- 齊拉維·薩利瓦塔納（Gun Achi）（2014-2018）
- 克里塔奈·阿薩普拉奇（Nammon）（2015-2020）
- 尹浩宇（Patrick）（2019-2020）
- 陂諾皮帕·帕塔納汕他儂（Plustor）（2016-2020）
- Phakjira Kanrattanasood（Nanan）（2014-2021）
- 普利科瑞·朱萨迪空维布（Amp）（2014-2021）
- 爱莉丝·蔡（Alice）（2015-2021）
- 帕查特·詹金（Fiat）（2016-2021）
- 弗蘭克·薩納薩蘭（英语：Thanatsaran Samthonglai）（Frank）（2018-2021）
- 彩拿甘·阿旁蘇提南（林炫圭／Gunsmile）（2016-2022）
- 查楠帕·卡莫吉麗拉（Gigie）（2017-2022）
- 吉拉迪·庫立亞古（邱常譽／Toptap）（2014-2022）
- 吉拉迪·塔瓦翁（Mek）（2014-2022）
- 娜帕誦·薇拉尤蒂萊（Puimek）（2017-2022）
- 瓦奇拉维特·奇瓦雷（Bright）（2018-2023）
- 塔纳本·万罗西力侬（Na）（2008-2023）
- 那瓦·蓬朴提岸（英语：Nawat Phumphotingam）（White）（2014-2023）
- 查澈威·德查拉朋（鄭逸祥／Victor）（2014-2023）
- 塔納·羅坤宋巴（Lee）（2016-2023）
- 納塔拉·康考（Champ）（2015-2023）
- 普利姆·拉達納讓瓦塔那（Pluem）（2017-2023）
- 辛納拉·西里朋查瓦雷（Mike）（2018-2023）
- 普西特·迪塔皮西（Fluke）（2019-2023）
- 蘇莉婭蕾·亞卡蕾（Prigkhing）（2019-2023）
- 玫緹卡·吉勒諾拉帕（葉芷妤／Jane）（2015-2024）
- 甯·蘇瓦納瑪（Neen）（2015-2024）
- 帕同朋·任翟迪（Toy）（2020-2024）
- 普蕾寬·彭莎袞（Bimbeam）（2020-2024）
- 坦那瑟·苏瑞亚蓬柴固（Euro）（2020-2024）
- 永瓦蕾·阿尼柏恩（Fah）（2020-2024）
- 帕努若·查倫吉朋塔維（Pepper）（2021-2024）
- 帕茜迪·佩苏缇（Lookjun）（2021-2024）
- 瓦拉妮·塔瓦翁（Mook）（2014-2025）
- 薩塔布·萊德克（Drake）（2018-2025）
- 郑壹飞（Foei）（2015-2025）

## 螢幕情侣
GMMTV製作很多BL題材作品，為目前泰國BL電視劇的主要產出地。而很多的主角亦因此爆紅，他們會因此繼續經營CP。但也有些爆紅的CP亦因某些原因而分開。
- 皮拉瓦·山坡提拉／巴拉奇亞·魯洛（KristSingto）（2016-2019，2024-）
- 鐘朋·阿盧迪吉朋／阿塔潘·彭薩瓦（OffGun）（2016-）
- 林陽／提迪蓬·德查阿派坤（TayNew)（2016-）
- 弗蘭克·薩納薩蘭／薩塔布·萊德克（FrankDrake）（2018-2021）
- 諾帕努·甘塔柴／瓦魯特·查瓦力朱吉翁（BounPrem）（2019-）
- 瓦奇拉維特·奇瓦雷／梅塔文·歐帕西安卡瓊（BrightWin）（2020-2023）
- 皮拉帕·瓦塔納汕西瑞／薩哈帕·翁拉齊（EarthMix）（2021-）
- 納拉維特·勒拉格蘇／普文諾·唐薩宇恩（PondPhuwin）（2021-）
- 帕瓦·吉沙晚迪／格拉帕·格潘 (OhmNanon) （2021-2023)
- 基亞契邦·斯里桑／卡西特·普洛彭（ForceBook）（2022-）
- 阿晨·艾丁／納塔猜·布恩普拉瑟（JoongDunk）（2022-）
- 塔納本·吉塔瀾／坦塔爾·簡坦霍拉侃（AouBoom）（2022-）
- 吉達蓬·坡提維赫／塔維南·阿努固布拉瑟（JimmySea）（2022-）
- 卡納潘·佩澤坤／塔納瓦·拉達納奇派山（FirstKhaotung）（2022-）
- 諾拉維特·提迪查倫拉／納塔瓦特·吉羅提昆（GeminiFourth）（2022-）
- 塔納朋·蘇庫潘塔納汕／瓦奇拉維·讓維瓦（PerthChimon）（2022-2024）
- 塔納溫·坡查倫拉特／吉迪朋·瑟利維查亞薩瓦（WinnySatang）（2022-）
- 潘薩·沃斯畢恩／帕蘭妮·琳帕緹雅空（MilkLove) （2021-）
- 德差·他辛／蘇維查·皮亞諾普羅（SeaKeen）（2024-）
- 薩朋·阿薩瓦蒙空／薩林·朗那基特（Greatlnn）（2024-）
- 帕瓦·吉沙晚迪／塔納蓬·烏森薩普（OhmLeng）（2024-2025）
- 提娜麗·維拉瓦諾丹／拉查楠·瑪哈菀（NamtanFilm）（2024-）
- 塔納朋·蘇庫潘塔納汕／彭薩帕克·安多姆珀馳（PerthSanta）（2024-）
- 帕查差·司隸亞楠讓／吉朗塔寧·歹拉塔納永（JuniorMark）（2024-）
- 帕金·庫納-阿努維特／提帕功·提達坦（MarkOhm）（2024-）
- 韋阿·森恩／蓋溫·卡斯奇（JossGawin）（2025-）
- 扎格拉帕·高潘彭／蘇帕·桑納沃拉翁（WilliamEst）（2025-）
- 塔索恩·克林尼亞姆／帕特拉帕·博拉查達蘇皖（EmiBonnie）（2025-）

## 歌曲

### GMMTV Records
GMMTV旗下有一名為GMMTV Records的唱片公司，負責與歌曲製作相關的業務，而母公司GMM Grammy則為GMMTV Records的製作監督人及執行製作者。而該等歌曲的歌手可以是GMMTV旗下的藝人，或GMM Grammy集團旗下任何子公司的成員。

### Riser Music
GMMTV於2023年1月20日公佈了其全新唱片公司Riser Music，並由皮拉瓦·山坡提拉、格拉帕·格潘、瓦奇拉维特·奇瓦雷為旗下藝人。其後，GMMTV於2023年4月5日舉行了“Get Rising To Riser”新聞發佈會，公佈並介紹加入的女子組合SIZZY和由Project Alpha獲勝者組成的男子組合LYKN。

#### 旗下藝人
- 格拉帕·格潘（黃樂榮／Nanon）
- 梅塔文·歐帕西安卡瓊（林漢洲／Win）
- 納塔瓦特·吉羅提昆（Fourth）
- 諾拉維特·提迪查倫拉（Gemini）
- 皮拉瓦·山坡提拉（王慧偵／Krist）
- 普文诺·唐萨宇恩（陳普明／Phuwin）
- 塔納朋·蘇庫潘塔納汕（王俊勇／Perth）
- FELIZZ
- JASP.ER
- LYKN

#### 前藝人
- 瓦奇拉维特·奇瓦雷（Bright）
- SIZZY

## 合作夥伴
- 菲律賓 — ABS-CBN[15]
- 日本 — 朝日電視台[16]

## 相关事件
2021年7月28日早上，GMMTV的YouTube账户遭非法骇客入侵，骇客因把旗下电视剧相关影片设置为私人影片而无法给公众观看。一系列节目的播放将会受到影响。后来，骇客删除了账户中的所有影片。对此，GMMTV已经在官方社交媒体发布文告表示目前已经采取行动，向YouTube总部作出相关举报。

## 外部連結
- 官方网站
- GMMTV的Facebook專頁
- YouTube上的GMMTV頻道
- GMMTV的Instagram帳戶
- GMMTV的新浪微博
- GMMTV的LINE TV頻道（页面存档备份，存于）